# Filipe Morais
Filipe Alexandre Morais (Benavente, Portugal, 21 de noviembre de 1985) es un exfutbolista portugués que jugaba de centrocampista.

## Carrera profesional
Filipe Morais se convirtió en profesional después de firmar con el Chelsea en 2003,donde no llegó a jugar en el primer equipo y fue cedido en el mercado de invierno al Milton Keynes Dons. En la temporada 2006-07, Morais se unió al Millwall en una transferencia libre, anotando una vez contra el Bradford City. Luego firmó por el club de la Scottish First Division, el St Johnstone en préstamo desde enero hasta final de temporada, uniéndose a su antiguo compañero en el Millwall, Derek McInnes. Morais anotó su único gol para el St Johnstone en un 4-2 sobre el Hamilton Academical en McDiarmid Park.
Morais firmó por el Hibernian en 2007, después de debutar con el club de Edimburgo en la victoria por 1-0 sobre el Middlesbrough en un partido amistoso.
Fue habitual en el Hibernian en la temporada 2007-2008. Morais marcó dos tantos para el Hibernian, contra el Queen's Park en la Scottish League Cup y ante el Kilmarnock en la Scottish Premier League.
Morais abandonó el Hibernian para firmar por el Inverness Caledonian Thistle en enero de 2009, junto con Thierry Gatheussi. Morais anotó dos goles en su debut con el Inverness contra el Partick Thistle en la copa escocesa. Morais se fue del Inverness tras su descenso a la Scottish First Division (Segunda división de Escocia). Entonces firmó un año por el recién ascendido St. Johnstone, quien reemplazó al Inverness en la Scottish Premier League. Morais dejó el club al final de la temporada 2009-10, citando el deseo de regresar a Inglaterra.
En julio de 2010 Morais realizó una prueba con un club de la League One, el Brighton & Hove Albion y participó en su amistoso contra el Eastbourne Borough.
Finalmente se unió al Oldham Athletic el 29 de octubre de 2010 e hizo su debut entrando como sustituto en la segunda mitad al día siguiente, en una victoria por 4-2 sobre el Plymouth Argyle. Su primer gol para el club lo anotó el 22 de enero de 2011 contra el Brentford. Su segundo gol para los Latics llegó en el siguiente encuentro contra el Wallsall. Al final de la temporada 2010-11 se le ofreció un nuevo contrato en el Oldham Athletic y en junio de 2011 el club confirmó que seguiría con ellos para la temporada 2011-12.

## Selección nacional
Fue internacional con la selección de fútbol sub-21 de Portugal.

## Clubes
| Club                               | País       | Año       |
| ---------------------------------- | ---------- | --------- |
| Chelsea F. C.                      | Inglaterra | 2005-2006 |
| Milton Keynes Dons F. C. (cedido)  | Inglaterra | 2006      |
| Millwall F. C.                     | Inglaterra | 2006-2007 |
| St. Johnstone F. C. (cedido)       | Escocia    | 2007      |
| Hibernian F. C.                    | Escocia    | 2007-2008 |
| Inverness Caledonian Thistle F. C. | Escocia    | 2009      |
| St. Johnstone F. C.                | Escocia    | 2009-2010 |
| Oldham Athletic A. F. C.           | Inglaterra | 2010-2012 |
| Stevenage F. C.                    | Inglaterra | 2012-2014 |
| Bradford City A. F. C.             | Inglaterra | 2014-2017 |
| Bolton Wanderers F. C.             | Inglaterra | 2017-2018 |
| Crawley Town F. C.                 | Inglaterra | 2018-2020 |
| Oldham Athletic A. F. C. (cedido)  | Inglaterra | 2019-2020 |
| Grimsby Town F. C.                 | Inglaterra | 2020-2021 |